# Форсаж 6
«Форсаж 6» (оригінальна назва англ. Fast & Furious 6, дослівно укр. Швидкі і Шалені 6) — американський кримінальний бойовик режисера Джастіна Ліна, який з'явився на екранах кінотеатрів у травні 2013 року. Картина є продовженням фільму «Форсаж 5: Пограбування в Ріо».
Продюсуванням картини зайнялися Він Дізель, Ніл Г. Моріц і Клейтон Таунсенд, сценарій створено Крісом Морґаном. В Україні прем'єра фільму відбулась 23 травня 2013 року.

## Сюжет
Після того як Домінік і Браян побували в Ріо, де вони пограбували і скинули імперію кримінального авторитета Рейса, їх команда отримала 100 мільйонів, і наші герої виявилися розкидані по всьому світу. Спочатку Браян і Домінік їдуть по гірській дорозі в клініку, де незабаром має народити Мія. Домінік говорить, що з минулим покінчено. Пізніше дія переноситься до Москви де, зустрівшись з Райлі, Хоббс бачить наслідки нападу на російський конвой. Потім він допитує одного з подільників Шоу, щоб той видав його місце розташування. Дізнавшись це він їде до Торетто і просить зібрати його команду, одночасно надавши папку з фотографією Летті, зроблене за тиждень до цього. Домінік здзвонюється з усією командою, і сам їде до Браяна, де показує йому папку. Браян вважає, що Хоббс хоче таким чином заарештувати Дома, але Домінік заявляє, що повинен переконатися в тому, що Летті жива. У підсумку вони погоджуються. Команда знову збирається в Лондоні. Домінік висуває умову, що допоможе Хоббсу, якщо той зніме всі звинувачення з Дома та його команди. Хоббс погоджується. У Лондоні спецназ оточує лігво Шоу та готується до штурму, але несподівано в Інтерполі спрацьовує сигналізація. Вся команда, крім Домініка, їде туди. У цей час Шоу починає йти. Дім і Хоббс женуться за ним. Приїхавши в Інтерпол, команда потрапляє в засідку. Відбившись вони пускаються в погоню за людьми Шоу. Теджена і Пірс потрапляють в аварію. Браян, уникнувши цього, відправляється до Домініка. Разом вони переслідують Шоу. Їм це не вдається, а Дом, зустрівши Летті виявляється поранений нею.
Домінік приїжджає на вуличні гонки, там же знаходиться і Летті. Проїхавши трохи Летті просить його зупинитися і розповісти про її забутому минулому. Розповівши Летті їде. Відразу ж приїжджає Шоу, який говорить про сім'ю, вразливому місці Домініка. Шоу їде, а Хоббс разом з Райлі знаходять новий притулок Шоу, де його не виявляють. Одночасно з цим, Браяна під виглядом ув'язненого привозять у в'язницю, де сидить Брага. Артуро говорить, що Летті вижила, втратила пам'ять, а незабаром її знайшов Шоу, який запропонував їй роботу. Повернувшись до Лондона Браян говорить Дому, що це була його вина. Домінік не звинувачує його в цьому. У цей час частина команди допитує Айворі, про те, де Шоу. Той каже, але при цьому дзвонить Шоу і той відправляє частину своєї групи туди. Команда вступає в бійку з людьми Шоу в підземці.
Повівши розслідування Дом дізнається куди рушить Шоу. Хоббс летить до Іспанії на базу НАТО. Там схоплюють ще одну людину Шоу. Хоббс просить вивезти чип з бази. Дізнавшись про це Браян і Дом розуміють, що Шоу нападе на конвой. Так і відбувається. Однак ситуація ускладнюється тим, що вони викрадають танк. На мосту Дом використовує машину Пірса замість якоря, щоб зупинити танк. Зупинивши Шоу та врятувавши Летті, Домінік разом з іншими повертаються на базу. Шоу, каже, що якщо його не відпустять з чипом, то він уб'є Мію, взяту в заручники. Хоббс відпускає його, кажучи Дому, що про помилування він може забути. Команда намагається зупинити літак з Шоу. Їм це вдається, але при цьому гине Жизель. Хан каже, що їде в Токіо в пам'ять про Жизель. Фінальна сцена фільму: вечеря в Лос-Анджелесі всієї «Сім'ї».
Після того як завершуються основні події картини, починаються нові, які є зав'язкою наступного фільму. Нам показують кабіну добре «прокачаного» «мерседеса» і чиїсь руки, що лежать на кермі машини. Приймач, мабуть, налаштований на поліцейську частоту, вибухає повідомленнями на японській (з чого можна зробити висновок, що дія розгортається саме в Японії), в яких потрібно, щоб всі, хто знаходиться поблизу співробітники органів завадили двом стрітрейсерам і зупинили влаштовану ними гонку. І в цю саму гонку між чорно-помаранчевої «Маздою» і сірим «Ніссаном» якраз і втручається заявлений вище «Мерседес». Він їде за гонщиками назирці, але не як переслідувач, а як спостерігач, по паралельній дорозі, але в кінцевому підсумку все-таки виявляється попереду обох учасників цього змагання на шаленій швидкості і, знайшовши сприятливий момент, спритним ударом в борт вибиває з дороги «Мазду». Після чого «Мерседес» зупиняється, водій виходить з машини, наближається до перевернутої «Мазди», і видно, що за її кермом був Хан. Чоловік кидає в машину Хана срібний хрест, який Летті віддала Овену Шоу, і повертається до свого автомобіля, на ходу набираючи на мобільнику номер Домініка. «Мазда» на задньому плані вибухає, а чоловік повідомляє, що, хоч вони з Домініком і не знайомі, скоро це зміниться.

## У ролях
| Актор             | Персонаж                                | Роль                                                           |
| ----------------- | --------------------------------------- | -------------------------------------------------------------- |
| Він Дізель        | Домінік Торетто (англ. Dominic Toretto) | злочинець, вуличний гонщик, утікач                             |
| Пол Вокер         | Браян О'Коннер (англ. Brian O'Conner)   | колишній агент ФБР, що став злочинцем, хлопець Мії Торетто     |
| Мішель Родрігес   | Летті Ортіз (англ. Letty Ortiz)         | колишня дівчина Домініка, вважалась мертвою                    |
| Джордана Брюстер  | Мія Торетто (англ. Mia Toretto)         | сестра Домініка, дівчина Браяна                                |
| Двейн Джонсон     | Люк Гоббс (англ. Luke Hobbs)            | агент Дипломатичної Служби Безпеки                             |
| Тайріз Ґібсон     | Роман Пірс (англ. Roman Pearce)         | Браянів друг дитинства                                         |
| Крістофер Бріджес | Тедж Паркер (англ. Tej Parker)          | друг Браяна і Романа                                           |
| Санґ Канґ         | Хан Сеул-О (англ. Han Seoul-Oh)         | вуличний гонщик, член команди Домініка                         |
| Ґаль Ґадот        | Жизель Яшар (англ. Gisele Yashar)       | дівчина Хана Сеул-О член команди Дома                          |
| Джо Таслім        | Джа (англ. Jah)                         | холоднокровний убивця                                          |
| Люк Еванс         | Овен Шоу (англ. Owen Shaw)              | колишній солдат оперативного відділу, ватажок банди викрадачів |
| Джина Карано      | Рейлі Хікс англ. Riley Hicks            | член команди Гоббса                                            |
| Шей Віґем         | Стасяк англ. Stasiak                    | агент                                                          |
| Джон Ортіс        | Артуро Браґа англ. Arturo Braga         | наркодилер                                                     |
| Джейсон Стейтем   | Декард Шоу англ. Deckard Shaw           | камео після титрів                                             |

## Створення фільму
У лютому 2010 року Він Дізель на своїй сторінці у Facebook заявив, що також заплановано створення фільму Форсаж 6. Продюсер Ніл Г. Моріц у січні 2011 року в інтерв'ю сказав:
|  | Ми з Віном у думках вже знаємо, що шостий фільм є, ми вже про це говорили. Ми мали безліч розмов про те, яким він може бути. І ми вже беремось за це серейозно. Ми закінчили фільм якихось 4 чи 5 тижнів тому і ми просто маємо відпочити, а зараз ми почнемо зосереджуватись на ньому. Оригінальний текст (англ.) In Vin and my mind we already know what the sixth movie is, we’ve already been talking about it. Vin and I have had numerous conversations about what that might be. And we’re starting to get serious about it right now. We just finished the movie like 4 or 5 weeks ago and we just needed a break, and now we’re gonna start focusing on that. |

У квітні 2011 року було підтверджено, що Кріс Морґан вже почав працювати над сценарієм до шостої частини фільму. У червні 2011 року компанією Universal Studios було оголошено, що фільм вийде 23 травня 2013 року.
Фільм почали знімати на початку серпня 2012 року у Лондоні

## Сприйняття

### Критика
Станом на 2 травня 2013 року рейтинг очікування фільму на сайті Rotten Tomatoes становив 98 % із 52,727 голосів, на сайті Кінострічка.com — 74 % (19 голосів), на Kino-teatr.ua — 86 % (37 голосів).
Фільм отримав загалом позитивні відгуки: Rotten Tomatoes дав оцінку 70 % на основі 181 відгуку від критиків (середня оцінка 6,2/10) і 84 % від глядачів із середньою оцінкою 4,2/5 (302,834 голоси). Загалом на сайті фільми має позитивний рейтинг, фільму зарахований «стиглий помідор» від кінокритиків і «попкорн» від глядачів, Internet Movie Database — 7,8/10 (181 513 голоси), Metacritic — 61/100 (39 відгуків критиків) і 7,0/10 від глядачів (437 голосів). Загалом на цьому ресурсі від критиків і від глядачів фільм отримав позитивні відгуки.

### Касові збори
Під час показу в Україні, що стартував 23 травня 2013 року, протягом першого тижня фільм був показаний у 156 кінотеатрах і зібрав 1,316,958 $, що на той час дозволило йому зайняти 1 місце серед усіх прем'єр. Показ протривав 5 тижнів і завершився 23 червня 2013 року. За цей час фільм зібрав у прокаті в Україні 2,562,239 $. Із цим показником стрічка зайняла 6 місце у кінопрокаті за касовими зборами в Україні 2013 року.
Під час показу у США, що стартував 24 травня 2013 року, протягом першого тижня фільм був показаний у 3,658 кінотеатрах і зібрав $97,375,245, що на той час дозволило йому зайняти 1 місце серед усіх прем'єр. Показ фільму протривав 105 днів (15 тижнів) і зібрав у прокаті у США 238,679,850 $, а у світі — 550,000,000 $ тобто 788,679,850 $ загалом при бюджеті $160 млн.

## Цікаві факти[17]
- Назва фільму у першій версії трейлера, що був показаний під час Супер Кубка, — Шалені 6 (англ. Furious 6), пізніше на постері і тизері було показано остаточну назву фільму — Швидкі і Шалені 6 (англ. Fast & Furious 6).
- Для нового фільму декілька машин виробляють на заводі Lucra Cars, що у Каліфорнії.
- Згідно із чутками, Ріанні пропонували роль.
- Джейсон Стейтем і Девід Теннант були на різних рівнях узгодженості на роль антагоніста, доки не було обрано Люка Еванса.